# مدير الحزم سمارت
سمارت (بالإنجليزية:smart) هو مشروع من أحد مشاريع البرمجيات الحرة يهدف إلى خلق مدير حزم لـ لينكس، ماك أو اس، طور مدير الحزم سمارت في مايو، 2004. وأعلن عن النسخة 1,0 في أغسطس، 2008.
.